# Ivan Burtchin
Ivan Burtchin (em búlgaro:  Иван Бурчин, Mizia, Vratsa, 9 de dezembro de 1952) é um ex-canoísta búlgaro especialista em provas de velocidade.

## Carreira
Foi vencedor da medalha de bronze em C-2 1000 m em Munique 1972, junto com o seu colega de equipa Fedia Damianov.